# Michel Peissel
Michel Peissel (Parijs, 11 februari 1937 – aldaar, 7 oktober 2011) was een Frans etnoloog, tibetoloog, onderzoeker en schrijver.
De interesse voor Tibet werd bij Peissel gewekt toen hij op zijn achttiende het boek Segreto Tibet las van Fosco Maraini uit 1951. Dit zette hem aan een grammaticaboek Tibetaans te kopen. Hij studeerde aan de Universiteit van Oxford en Harvard en op 21-jarige leeftijd, op een reis door Mexico, ontdekte hij de overblijfselen van veertien Maya-nederzettingen in het tropisch bos van Quintana Roo. Hij realiseerde zich dat er anno de 20e eeuw nog steeds onbekende terreinen bestonden. Hij voltooide zijn studie aan de universiteit Sorbonne in Parijs met een doctoraat in de etnologie. Hij besloot onderzoeker te worden en zijn bekendheid met Tibet leidden hem naar de Himalaya.

## Himalaya

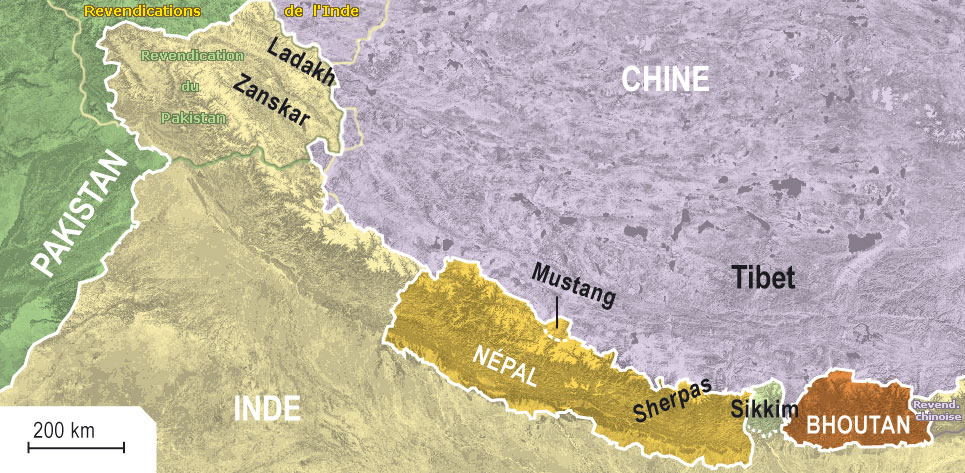
Peissels onderzoeksgebied

Tijdens zijn studie ontmoette Peissel Thubten Jigme Norbu, de broer van de veertiende dalai lama, Tenzin Gyatso. Norbu gaf hem een aanbevelingsbrief die bestemd was voor de premier van Bhutan, maar het duurde nog verschillende jaren voordat hij zijn droomreis naar deze regio inzette.
In 1959 bevond hij zich tussen de eersten die zich in de gesloten koninkrijken van de Himalaya ophielden, waaronder in Mustang in het noorden van Nepal. Gedurende verschillende jaren reisde hij te voet of op de rug van een muildier door Bhutan, Ladakh, Zanskar en Tibet. Hij documenteerde zijn ontmoetingen met de verschillende volken in de Himalaya in verschillende boeken, artikelen, filmdocumentaires, tekeningen en aquarellen.
Peissel was sinds het begin voorstander van de onafhankelijkheid van Tibet en al vrij snel na de opstand in Tibet legde hij contact met de Tibetaanse guerrillabeweging Chushi Gangdruk. Vanwege zijn boek Les Cavaliers du Kham over de geheime oorlog van de Khampas werd hem de toegang ontzegd tot zowel China, Nepal als India. In China mocht hij pas terugkomen na de dood van Mao Zedong, toen president Deng Xiaoping hem door middel van een decreet opnieuw toeliet onderzoek te doen in Tibet.
In 1972 gebruikte hij een hovercraft om de rivier Gandaki tussen de massieven van de Dhaulagiri en Annapurna over te steken. Na deze ervaring ontwierp hij zelf een hovercraft die hij inzette op expedities in Amerika en op de Ganges.
In 1995 ontdekte hij een oude paardensoort die hij de naam Riwoche gaf. Vanwege zijn passie voor de prehistorie van Centraal-Azië legde hij talrijke grotten van drieduizend jaar oud of meer vrij en hij documenteerde de kunst van de Scythen in Tibet. In 1998 identificeerde hij het plateau van Dansar in Baltistan.

## Andere terreinen
In 1989 ontwierp Peissel een Vikingschip en trok met peddel en zeil van de Baltische landen naar de Zwarte Zee, waarbij hij de Dvina opvoer en via de Dnjepr weer afvoer. Dit was een reis van 2500 km met begin- en eindpunt in de Sovjet-Unie waarmee hij dezelfde tocht nabootste die was afgelegd in de 8e eeuw door de Varjagen, de grondleggers van de Russische monarchie. Met zijn reis wierp hij veel opvattingen omver die waren neergeschreven in de 19e-eeuwse Russische communicaties die hij had onderzocht.
In 1994 ging hij op onderzoek naar de oorsprong van de Mekong. De oorsprong van deze rivier werd voordien op onjuiste plaatsen gesitueerd. Peissel ontdekte dat de oorsprong is terug te voeren tot bij de bergtop Rupsa, op 4975 meter hoogte.

## Werk
Peissel ontving talrijke literaire, internationale prijzen voor zijn boeken die vertaald werden naar 16 talen. Daarnaast werkte hij mee aan documentaires voor Franse televisiezenders en de BBC. Hij schreef 20 boeken, een biografie, twee romans en 17 documenten over zijn expedities.
Overzicht
- Le Royaume perdu du Quintana-Roo, Plon, Parijs, 1965
- Tiger for Breakfast, Dutton, New York, 1964
- Mustang, Royaume Tibétain Interdit, Arthaud, Parijs, 1969
- Bhoutan inconnu, royaume d’Asie, Arthaud, Parijs, 1971
- Les Cavaliers du Kham, guerre secrète au Tibet, Robert Laffont, Parijs, 1972
- Le Grand passage de l’Himalaya, Robert Laffont, Parijs, 1976
- Himalaya continent secret, Flammarion, Parijs, 1977
- Les Portes de l’Or, Robert Laffont, Parijs, 1978
- Zanskar, royaume oublié aux confins du Tibet, Robert Laffont, Parijs, 1979
- Les Royaumes de l’Himalaya, Pierre Bordas et Fils, Parijs 1986
- La Tibétaine, roman, Robert Laffont, Parijs, 1986
- Itza ou le mystère du naufrage maya, Robert Laffont, Parijs, 1989
- L’Or des fourmis, Robert Laffont, Parijs, 1992
- La Route de l’ambre, Robert Laffont, Parijs, 1992
- Un Barbare au Tibet, Le Seuil, Parijs, 1995
- La Khamba, roman, Anne Carrière, Parijs, 1996
- Dernier horizon; à la découverte du Tibet inconnu, Robert Laffont, Parijs, 2001
- Tibet, the Secret Continent, Cassel's Illustrated, London, 2002
- Tibet, le pèlerinage impossible La Martinière, Parijs, 2005